# طومسون هيوستن البريطانية
طومسون هيوستن البريطانية هي شركة هندسة وصناعات ثقيلة بريطانية، وتعتبر أحد فروع شركة جينيرال إلكتريك في بريطانيا، تشتهر في المقام الأول بأنظمتها الكهربائية وتوربينات البخار، كانت تستخدم براءات إختراع شركة جينرال إليكتريك في الولايات المتحدة مع إمكانية الوصول لخبرات تلك الشركة، وتعديل التصميمات لتناسب الأسواق البريطانية والاستعمارية.

## الخط الزمني للشركة
- 1886: إنشاء شركة لاينغ وارتون آند داون، لشراء منتجات شركة طومسون-هوستون (المعروفة سابقا بشركة أمريكان إليكتريك )، سرعان ما فازوا بعقد للإضاءة الكهربائية في الطرف الشرقي من لندن.

- 1889: تأسست كشركة محدودة باسم: نقابة بناء لاينغ وارتون آند داون.
- 1892: تم إنشاء شركة جنرال إليكتريك نتيجة دمج شركة طوموسن هيوستن وشركة إديسون جنرال إلكتريك.
- 1894: أعيدت تسمية نقابة بناء لاينغ وارتون آند داون إلى شركة طومسون-هوستون البريطانية بعد الاستحواذ على الحقوق البريطانية لبراءات اختراع طومسون-هيوستن، وكانت الغالبية العظمى من الشركة مملوكة من قبل جنرال إليكتريك، وبدأت بإنشاء المصانع داخل الأراضي البريطانية للمنافسة على عقود توليد وتوزيع الكهرباء مع وستنجهاوس البريطانية مما يعكس المعركة في الولايات المتحدة الأمريكية بين الآباء جينيرال إلكتريك ووستنجهاوس.
- 1899: تم اختيار رغبي في وركشير موقعًا لبناء المصنع الجديد، بسبب سهولة الوصول عبر خطوط السكة الحديد وتوريدات الفحم المحلي.
- 1900: اشترت شركة بي تي إتش مزرعة جيلبي (تقع على الضفة الغربية لشارع ميل شمال خط السكة الحديدية، مقابل 10000 جنيه إسترليني، من شركة طوماس هنتر، التي سيتم بناء المصنع عليها. صدر قانون السلطة لعام 1900 الذي سمح لطومسون هيوستن البريطانية ووستنجهاوس البريطانية للفوز بعقود جديدة لتوفير الطاقة الكهربائية لمناطق واسعة من البلاد.
- 1902: في مارس افتتحت بي تي إتش مصنعا جديدًا على طريق ميل لصناعة المحركات الكهربائية والمولدات، وحصلت الشركة على ترخيص لإنتاج توربينات كورتيس البخارية، التي أصبحت واحدة من منتجاتها الرئيسية.
- 1903: فازت بعقد من شركة نورث إيسترن رايل واي لتوريد المعدات الكهربائية من أجل وحدات المحركات وعربات القطار على خط السكة الثالث، فيما حصلت وستنجهاوس البريطانية على عقد لتوزيع المحولات الكهربائية، والمحطات الفرعية.
- 1904: تم التعاقد لإنارة مناطق لندن المركزية والشمال الأعظم وخطوط المدينة مستعملين نظام التيار المستمر الكهربائي. بدأت الشركة بإنتاج التوربينات.
- 1905: أنتجت الشركة مولدها التوربيني الأول.
- 1907: انضمت لمغامرة مع شركة وولسيلي لإنتاج الحافلات الهجينة (تعمل بالبنزين والكهرباء).
- 1908: عرضت الشركة مولدها ثلاثي الأطوار الذي يعمل بتوربين كورتيكس، والذي كان محركا لتشغيل نظام غزل ونسيج، إضافة إلى صناعة خيوط التنجستن في معرض مانشستر الكهربائي.
- 1909: زودت الشركة محطة توليد طاقة كهربائية في لندن لتشغيل نظام العربات.
- 1911: استحوذت الشركة على جميع رسومات جينيرال إلكتريك.